# Mustapha Zitouni
Mustapha Zitouni (arabisch مصطفى زيتوني, DMG Muṣṭafā Zaitūnī; * 19. Oktober 1928 in Algier; † 5. Januar 2014 in Nizza) war ein algerisch-französischer Fußballspieler und -trainer, der beide Länder auch international vertreten hat. 1986 trainierte er kurzzeitig die algerische Nationalelf.

## Vereinskarriere
Über die ersten 25 Jahre im Leben von Zitouni ist sehr wenig bekannt. Geboren im damals französisch beherrschten Nordafrika, spielte er zunächst für die AS Saint-Eugène in Algier. Spätestens 1953 kam er nach Festlandsfrankreich, wo er für den Zweitdivisionär AS Cannes spielte. Ob er zuvor auch schon für Stade Français Paris antrat, wie in wenigen Quellen behauptet, ist ungewiss – zumindest verzeichnete er dort in der Saison 1952/53 keinen einzigen Einsatz in der höchsten Liga.
Bei Cannes demonstrierte der Mittelläufer seine Qualitäten auf eine Weise, dass ihn der benachbarte Erstdivisionär AS Monaco 1954 verpflichtete. Auch wenn die Monegassen im ersten Jahr nur auf einem Mittelfeldplatz der Tabelle landeten, machten seine Ruhe und Übersicht sowie sein Stellungsspiel Mustapha Zitouni bald zum ernsthaften Herausforderer von Robert Jonquet, der bei seinem Verein (Stade Reims) und in der Nationalmannschaft diese Spielposition gepachtet zu haben schien. Ab 1955 griff Monaco jährlich nach dem Meistertitel, wurde 1956 und 1958 Ligadritter, 1957 Fünfter. Im Pokalwettbewerb spielte die Mannschaft, die mit Raymond Bellot, Abdelaziz Ben Tifour, Stéphane Bruey, Julien Stopyra und Michel Hidalgo über eine Reihe weiterer erstklassiger Fußballer verfügte, hingegen keine nennenswerte Rolle – außer in der Saison 1957/58, aber daran war Zitouni nur noch teilweise beteiligt. Im Viertelfinale am 6. April 1958 gehörte er noch zu der Elf, die sich gegen Racing Strasbourg mit Mühe 2:1 durchgesetzt hatte; im Halbfinale (1:2 gegen Olympique Nîmes am 27. April) fehlte er bereits.
Denn ab dem 15. April 1958 endete seine Profi- wie die Nationalmannschaftskarriere – wie diejenige von Mekhloufi, Brahimi, Ben Tifour und anderen – von einem Tag auf den anderen, weil bekannt wurde, dass er für die Fußballauswahl des FLN zu spielen beabsichtigte, mit der die algerische Befreiungsfront (FLN) für die Unabhängigkeit des Landes von Frankreich warb. Die Spieler wurden von ihren Klubs fristlos gekündigt und der Verband zog die Lizenzen ein. Zitouni hatte in dieser Saison 1957/58 noch 26 Punktspiele für Monaco absolviert und ein hoch dotiertes Angebot von Real Madrid erhalten.
Anschließend tourte er mit der FLN-Mannschaft bis 1962 insbesondere durch Stadien in Osteuropa und der Dritten Welt. Nach Ende des Unabhängigkeitskrieges durch den Friedensvertrag von Évian (1962) ließ Zitouni sich dauerhaft in Algerien nieder. Seinem Sport ging er als Spielertrainer für den RC Kouba nach, mit dem er es 1966 bis in das algerische Pokalendspiel schaffte, darin allerdings 1:3 gegen CR Belouizdad unterlag. Danach beendete er seine Spielerkarriere.

## In der Nationalmannschaft
Zwischen Oktober 1957 und März 1958 bestritt Mustapha Zitouni vier A-Länderspiele für Frankreich, und seine Aufnahme in den WM-Kader der Bleus für die Endrunde in Schweden schien reine Formsache – bis zu jenem 15. April 1958 mit der FLN-Auswahl. Zu seinem Schritt merkte der Abwehrspieler später an:

„Ich habe viele Freunde in Frankreich, aber das Problem ist größer als wir alle. Was würdest du tun, wenn dein Land sich im Krieg befindet und du gerufen wirst?“

Die folgenden vier Jahre reiste er mit der FLN-Elf durch die Welt; an wie vielen von deren insgesamt rund 80 Spielen er beteiligt war, ist bisher nicht zu ermitteln.
Von Juni 1963 bis November 1964 kam er in sieben offiziellen und einer inoffiziellen Partie für die nach der Unabhängigkeit neu gebildete algerische Nationalmannschaft zum Einsatz. Darunter war auch eine Begegnung gegen Deutschland, das um den Jahreswechsel 1963/64 erst sein zweites (gegen Marokko) und drittes Spiel überhaupt gegen afrikanische Mannschaften bestritt. Algerien bezwang das DFB-Team – in einer der letzten Begegnungen unter Bundestrainer Herberger – am Neujahrstag 1964 mit 2:0. Auch die ehemaligen Frankreich-Profis Oudjani, Khennane (dies die beiden Torschützen), Mekhloufi und Torhüter Boubekeur standen neben Mittelläufer Zitouni in der siegreichen Mannschaft.

## Erfolge als Spieler
- Französischer Pokal: Halbfinalist 1958 (ohne Einsatz in diesem Spiel)
- Algerischer Pokal: Finalist 1966

## Leben nach der aktiven Karriere
Mustapha Zitouni betrieb eine Schlachterei in Algier; außerdem hat er längere Zeit für Air Algérie gearbeitet. Ganz hat er vom Fußball seines Landes aber nie gelassen; 1986 war er für eine kurze Zeit sogar Interimstrainer der algerischen A-Nationalmannschaft. Aufgrund seiner Alzheimer-Erkrankung konnte er im April 2008 an einem Jubiläumsspiel in Tunis, mit dem an die Anfänge der FLN-Auswahl gedacht werden und für das er als 79-Jähriger noch einmal die Fußballschuhe anziehen sollte, jedoch nicht teilnehmen. Zitouni starb 85-jährig in Nizza, wo er auch beigesetzt wurde.